# Sabine Gerloff
Sabine Gerloff (geboren am 14. Mai 1940 in Berlin) ist eine deutsche Prähistorische Archäologin.
Sabine Gerloff studierte von 1960 bis 1969 in Bonn, am University College London und am Linacre College der University of Oxford. Sie habilitierte sich 1991 an der Freien Universität Berlin. Von 1977 bis 1982 war sie Wissenschaftliche Assistentin an der Freien Universität Berlin, dort war sie von 1982 bis 1988 Hochschulassistentin. Von 1995 bis zu ihrem Ruhestand 2005 war sie Professorin an der Universität Erlangen. Ihr Forschungsschwerpunkt ist vor allem die Bronzezeit in Europa.

## Veröffentlichungen (Auswahl)
- The Early Bronze Age Daggers in Great Britain and a Reconsideration of the Wessex Culture (= Prähistorische Bronzefunde. Band VI, 2). Beck, München 1975, ISBN 3-406-00756-2 (Dissertation).
- mit Svend Hansen, Felix Oehler: Die Funde der Bronzezeit aus Frankreich (= Museum für Vor- und Frühgeschichte. Bestandskataloge. Band 1). Museum für Vor- und Frühgeschichte, Berlin 1993, ISBN 3-88609-315-8
- mit Colin B. Burgess: The Dirks and Rapiers of Great Britain and Ireland (= Prähistorische Bronzefunde. Band IV, 7). Beck, München 1981, ISBN 3-406-07083-3.
- Cauldrons and Buckets. Studies in Typology, Origin and Function of multi-sheet Vessels of the Late Bronze and Early Iron Age in Western Europe. With a Review of Comparable Vessels from Central Europe and Italy. With contributions by Jeremy Peter Northover (= Prähistorische Bronzefunde. Band II, 18.). Steiner, Stuttgart 2010, ISBN 978-3-515-09195-4 (Habilitationsschrift).